# Clydebank
Clydebank (in Scots: Clidbaunk; in gaelico scozzese: Bruach Chluaidh) è un antico burgh di circa 26.000 abitanti (45.000 ca. inclusa l'area urbana) della Scozia centro-occidentale, facente parte dell'area amministrativa del West Dunbartonshire e situata - come suggerisce il nome - lungo 
il corso del fiume Clyde. È il principale centro per la costruzione di navi della Scozia, nonché uno dei maggiori al mondo.

## Geografia fisica
Clydebank si trova tra Dumbarton e Glasgow, rispettivamente ad est/sud-est della prima e ad ovest della seconda. Da Glasgow dista circa 11 km.

## Società

### Evoluzione demografica
Al censimento del 2014, Clydebank (area urbana esclusa) contava una popolazione pari a 26.220 abitanti.
La cittadina ha conosciuto quindi un decremento demografico rispetto al 2011, quando contava 26.774 abitanti, e soprattutto al 2001, quando contava 27.750 abitanti.

## Storia
A partire dal XIX secolo, si sviluppò a Clydebank, che precedentemente era soltanto un piccolo villaggio, l'industria della cantieristica navale.
Fra il 13 e il 14 Marzo del 1941 la Germania nazista attaccò vari obiettivi nella zona della cittadina industriale, danneggiando seriamente alcuni complessi strategici. Nell'attacco, noto come Blitz di Clydebank, morirono inoltre 528 civili e 617 furono gravemente feriti.

## Monumenti e luoghi d'interesse
- Clydebank Museum[4]

## Sport
- La squadra di calcio locale è il Clydebank Football Club, club fondato nel 1893 e rifondato nel 2003[5].

## Amministrazione

### Gemellaggi
- Argenteuil, Francia[6].